# Scientific Lazzaroni
Scientific Lazzaroni è il nome gioviale e auto-ironico adottato da Alexander Dallas Bache e dal suo influente gruppo di scienziati americani il cui attivismo culturale fiorì prima della guerra civile americana. 
Il termine faceva riferimento ai "Lazzaroni", il ceto sociale di sfaccendati senza casa della storia napoletana che trascinavano la loro esistenza tra espedienti, lavoretti occasionali ed elemosina - così chiamati per l'Ospedale di San Lazzaro che serviva loro da rifugio. 
All'epoca della Guerra civile americana, il gruppo dei Lazzaroni dominò l'Harvard e la Yale University, la marina militare statunitense, e tutto il panorama scientifico americano. 
Questi scienziati ottennero un grande sostegno e portarono alla fondazione della United States National Academy of Sciences. Tuttavia, a dispetto delle loro speranze l'accademia nazionale statunitense non risolse il problema di fronteggiare una nazione sprofondata in una sanguinosa guerra civile, né riuscì ad accentrare gli sforzi scientifici americani.

## Gruppo dei Lazzaroni americani
- Alexander Dallas Bache (1806–1867)
- Benjamin Peirce (1809–1880)
- Louis Agassiz (1807–1873)
- Joseph Henry (1797–1878)
- Oliver Wolcott Gibbs (1822–1908)
- Charles Henry Davis (1807–1877)
- Benjamin Apthorp Gould (1824–1896)
- John Fries Frazer (1812–1872)
- James Dwight Dana (1813–1895)
- Cornelius Conway Felton (1807–1862)

## Simpatizzanti
- James Hall (1811–1898)
- Sen. Henry Wilson (1812–1875)
- Jefferson Davis (1808–1889)

## Oppositori
- Asa Gray (1810–1888)
- William Barton Rogers (1804–1882)
- Charles William Eliot (1834–1926)
- Matthew Fontaine Maury (1806–1873)

## Neutrali
- Joseph Leidy (1823–1891)
- John William Draper (1811–1882)
- Spencer Fullerton Baird (1823–1887)